# Культура Джяковицы
Находящийся под контролем частично признанной Республики Косово город Джяковица был заселён с доисторических времён. В средневековый период, в 1485 году, Джяковица упоминается как деревня, а также как место торговли. Джяковица служила торговым центром на пути между Шкодером и Стамбулом.
Старый город Джяковица был одним из самых развитых торговых центров во времена правления Османской империи на Балканах. Свидетельством этого периода является Большой торговый район (çarshia e madhe), расположенный в центре старого города, где находится множество сохранившихся и отреставрированных магазинов и жилых домов. Шоппинг развивался вокруг мечети Хадум, построенной в 1594-1595 годах на пожертвование Хадума Сулеймана Эфендиа (известного как Хадум-Ага), который одновременно пожертвовал средства на другие общественные объекты в городе, включая некоторые из первых магазинов на старой рыночной площади.
Джяковица впервые упоминается как город в 1662 году турецким путешественником из Османской империи Эвлией Челеби, который описал его как процветающий и привлекательный город, состоящий из 2000 домов, построенных из камня, с крышами и садами. Общественные здания располагались на широкой равнине и включали две богато украшенные мечети, несколько молитвенных домов, несколько караван-сараев со свинцовыми крышами, хорошую баню и около 300 магазинов, похожих на соловьиные гнёзда.
Формы наименования города менялись на протяжении веков. Самая старая форма «Джякова» происходит от базового антропонима «Джяк», распространённого среди албанцев-торговцев, и османского суффикса «оваси», что означает поле. Поэтому «Джяк оваси» означает поле Джяка, ведь согласно традиции Джяк, вассал Вула Бранковича, разрешил Хадум-аге построить мечеть и другие строения с условием, что строящийся город будет носить его имя.

## Религия
В XVI веке из 68 семей, проживавших в Джяковице, было всего 13 исламских семей.
Согласно демографической статистике 2011 года, наиболее распространённой религией является ислам, его исповедуют 81,75% населения, 17,23% — христиане, 0,02% — ортодоксальные иудеи и 1% относятся к другим конфессиям.
Это результат процесса исламизации, произошедшего во время османского владычества. Большинство католиков живут на улице «Рруга и Католикеве», где находятся две основные церкви, а остальные — в деревнях. Мусульмане, живущие в других частях города и в большинстве деревень, поощряли строительство мечетей. Религиозные памятники обогащают культурное наследие Джяковицы.

## Памятники культурного наследия
Джяковица очень богата памятниками культурного наследия. Большинство из них являются религиозными памятниками, но Джяковица также известна и некоторыми другими интересными памятниками, такими как: каменные дома (кулла), прочные каменные мосты и Старый базар, как совокупность градостроительного, архитектурного и традиционного ремесла.
Исторические памятники в Джяковице на западе Косова разделены на три основные категории в зависимости от их культурного, религиозного и социального контекста. В 1574 году на территории Джяк Вулы была построена мечеть Хадум, положившая начало городу. Основная часть города была создана между рекой Крена на востоке и холмом Кабрати на западе. Вокруг краеугольного камня города был создан Старый базар, центр торговли и ремёсел. К 1900 году на базаре насчитывалось около 1000 предприятий. Были построены многочисленные мосты, позволяющие торговым караванам пересекать соседние реки. С быстрым развитием торговли в городе было построено несколько гостиниц для приёма посетителей.

### Мечети
Джяковица, как город с преобладанием исламского населения, характеризуется большим количеством мечетей и текке. Одной из самых важных мечетей является мечеть Хадум, а также есть и другие, такие как мечеть Кусар и мечеть Махмут-паши.
- Мечеть Хадум[англ.] была построена Сулейманом Хадум Ага в 1594-95 годах, став первой мечетью в Джяковице. Комплекс мечети Хадум представляет собой культурный, образовательный и религиозный центр этой местности. Раньше он состоял из медресе, библиотеки и магазинов, — они были разрушены во время войны в Косово в 1999 году[11]. Состоящая из главного молитвенного зала, богато украшенного вестибюля и минарета, мечеть славится своим красочным интерьером и экстерьером[12]. Украшения представляют собой образцы исламского албанского стиля барокко, использовавшегося в XIX веке[5].

### Церкви
В Джяковице также построены две главные католические церкви, которые являются частью культурного наследия:
- Церковь Святого Нду (Антона)
- Церковь Святых Петра и Павла

#### Церковь Святого Антона Падуанского
Церковь Св. Антона Падуанского («Нду») была построена в 1931 году и расположена в католическом квартале, рядом с церковью Святых Петра и Павла в Джяковице. Ранее здесь располагалась церковь Паттер Мила («Эмилио а Клесс»), построенная в 1882 году, но позже эта церковь была полностью разрушена. В 1931 году отец Лоренц Мазреку построил новую церковь на том же месте, где располагалась старая церковь. Её несколько раз ремонтировали с добавлением общежитий, офисов и туалетов, но она тщательно сохранила концепцию и архитектурное значение католических церквей. Церковь Святого Нду, одно из старейших священных зданий в Джяковице, является важным архитектурным объектом города. Во время Косовской войны в 1999 году церковь сильно пострадала от боевых действий.

### Текке
Большинство текке принадлежат к исламским суфийским тарикатам/орденам, таким как Рифаия, Саади и т. д. Текке много, некоторые из них очень интересны и уникальны по архитектурным концепциям и своей роли в истории.
Большой автокефальный балканский текке — старейший текке тариката Саади во всей Румелии, берущий начало со времён основания Джяковицы. Другие важные текке:
- Текке шейха Эмина
- Текке шейха Бана
- Текке шейха Данджолла
- Текке Бекташи
- Текке Баба Али

#### Текке шейха Эмина
Текке шейха Эмина был построен в 1730 году шейхом Эмином, известным архитектором, создавшим в Джяковице множество важных архитектурных комплексов. Он принадлежит к суфийскому мусульманскому ордену (суфизму), а именно к тарикату Саад. Это один из многих религиозных памятников, представляющих народную архитектуру Джяковицы. Весь комплекс с его «тирбами» (небольшими мавзолеями), ритуальными молитвенными залами, называемыми «самаханами», домами и фонтанами делает этот текке монументальным религиозным сооружением. Он характеризуется детальной сакральной архитектурой с деревянными резными элементами. Текке охраняется законом с 1956 года. Этот памятник часто называют образцом при анализе других памятников архитектуры подобной формы.

#### Текке Бекташи
Текке Бекташи был построен в 1790 году в центре комплекса Большого базара в Джяковице. Будучи первым в своём роде, этот текке представлял тарикат Бекташи. Согласно легенде, тарикат Бекаши был создан Хаджи Бекташем Велиу в Анадолу в XIII веке. Когда Османская империя начала расширяться, миссия этой мусульманской ветви прибыла из Анадолу на Балканы, Крит и Грецию. В Джяковице текке Бекташи был уничтожен сербскими вооружёнными силами во время Косовской войны. Тысячи книг, в том числе пятьдесят восемь рукописей, были сожжены, как и вся конструкция. Текке Бекташи был реконструирован в период с 2004 по 2006 год, чтобы верующие могли совершать свои духовные ритуалы. Его особенностью является звон колокола у двери во внутренний двор, который сообщает о прибытии ещё одной группы посетителей, разделяющих ту же мусульманскую веру. Могилы семи из девяти служивших здесь отцов Бекташи с XVII века находятся в правом храме текке, а двое других были похоронены в Турции. Эти семь могил считаются священными, это означает, что они дают людям направление, чтобы найти путь к Богу, и помогают людям преодолевать свои жизненные трудности. Бекташи несут свои специфические для ислама идеи, что указывает на разнообразие верований в Косове и преобладание религиозной толерантности.

#### Гранд текке
Гранд текке расположен недалеко от Большого базара, рядом с Часовой башней (алб. Sahat Kulla). Он был построен в XVII веке и остаётся старейшим текке тариката Саад во всей Румелии. Он был основан в 1582 году шейхом Сулейманом Аджизой Бабой — выходцем из семьи Бушати из Шкодера, Албания. Шейх Сулейман несколько лет жил в Джяковице вместе со своими тремя сыновьями. Один из его сыновей, Данджолл Эфендиу, пошёл по его стопам, став первым имамом мечети Хадуми в Джяковице. Через некоторое время шейх Сулейман вместе со своим третьим сыном переехал в Призрен, ближайший к Джяковице город, и построил Саад текке в Мараше, центре города. Центром всего Гранд текке является гробница «Тирбе», где похоронены святые. Есть также так называемые «самаханы», где люди совершают свои религиозные обряды, и жилая часть, где проживают члены ордена и их семьи, которые заботятся о текке.

### Мосты
В Джяковице есть множество мостов, которые были построены, чтобы соединить город с другими развитыми районами, такими как Призрен, Вуштри и Шкодра, и одновременно облегчить путешествие караванов. Мосты в основном строил эснаф Джяковицы, игравший главную роль в экономическом развитии того времени.
Наиболее известные мосты:
- Терзийский мост — знаменитый каменный мост, построенный через реку Ереник в 1730 году. Он служил средством передвижения эснафов/терезисов (ремесленников) Джяковицы между Джяковицей и Призреном. Он состоит из одиннадцати арок полуарочной формы и десяти выпускных окон между ними. Его длина 192,8 метра, ширина 5,1 метра. Мост находится под охраной с 1962 года из-за его исторической, художественной, городской и культурной ценности[10].

- Мост Табакет через реку Ереник. Построенный эснафом Джяковицы в 1771 году, он служил связующим звеном между Джяковицей и Шкодрой, двумя известными торговыми городами того времени. Это сооружение длиной 127 метров, состоящее из 14 окон-перемычек со сливами и резными рельефами. В одной из арок моста вырезаны фигура в виде ножниц (рабочий инструмент мастера, построившего мост), ладонь с пальцами и розетка с небольшой сферой и радиусом внутри. Он также находится под охраной с 1962 года[10].

- Мост Талики построен на реке Крена и соединяет старую часть города на западе с новейшей на востоке. Мост имеет длину более 21,50 м, ширину 4,05 м и высоту 5,0 м. Раньше в его конструкции было три подпорных свода с двумя выходными окнами, позже — две большие арки и две колонны. Он представлял собой 7-метровую деревянную конструкцию. В решении 1962 года о его охране сообщается, что он также имеет историческую, художественную, городскую и культурную ценность[10].

- Мост Фшайт — каменный одноарочный мост через каньон Белого Дрина на пути из Джяковицы в Призрен. Мост имеет высоту 18,50 м, ширину 7 м и длину 37 м. Во время Первой мировой войны он был полностью разрушен, но в 1942 году был восстановлен. Во время войны 1999 года он снова был повреждён и восстановлен итальянскими KFOR. И мост, и каньон находятся под защитой закона с 1986 года[13].

- Мост Ислама Бегу

Многие из этих мостов, построенных в XVIII веке, до сих пор используются и представляют собой историческую, городскую, художественную и культурную ценность.

### Часовая башня
Часовая башня (Sahat Kulla) была построена в 1597 году (сразу после мечети Хадум) в месте, известном как «Часовое поле» (Часовая долина, недалеко от Большого базара), что характеризует быстрое экономическое развитие Джяковицы в это время. В 1912 году башня была сожжена черногорскими военными (в ходе Балканских войн), а колокольня была снята и перевезена в Черногорию. Новая башня с часами длиной сторон 4,10 м и высотой около 30 метров была построена позже на фундаменте предыдущей. Построенная в основном из камня, с деревянной смотровой площадкой и свинцовой крышей, башня с часами уникальна в своём роде.

### Гостиница Харакия (Hani i Haraçisë)
Гостиница Харакия (Haraçia Inn), построенная в XVI веке, является одним из старейших объектов Джяковицы, история которого связана с зарождением города. Гостиница расположена в южной части базара и использовалась множеством проходящих караванов. Характерный стиль деревянного строительства, с красивым чердаком, двумя этажами и прекрасным двором, почти сохранил первоначальную форму. На втором этаже было несколько однокомнатных помещений, где ночевали караванщики, в основном из Шкодера, путешествующие и торговавшие в Венеции. Здесь много элементов, напоминающих старые времена, и это приятное развлечение, особенно для тех, кто любит восточный стиль. В настоящее время (по состоянию на 2010 год) гостиница «Арасия» используется как ресторан-музей, где посетителям подают традиционные блюда.
В 1870-х и 1880-х годах в Джяковице было построено 16 гостиниц. В 1835 году Ами Бо писал о красоте гостиниц Харакии и Ислама Ага. Миллер в 1838 году упомянул большой караван-сарай, вмещавший около 100 гостей и их вьючных животных. Одной из самых известных гостиниц, существующих до сих пор, является гостиница Харакиджа, расположенная недалеко от мечети Хадуми. Гостиница по-прежнему служит рестораном и может вместить около ста человек.. Гостиница «Харакия» состоит из двух частей: «старой гостиницы» на западе и «новой гостиницы» на востоке. Считается, что старая гостиница была построена сразу после постройки мечети Хадуми, тогда как новая гостиница была построена в 1901 году. Старая гостиница состоит из двух этажей: первого этажа, построенного из камня, и второго этажа, построенного из кирпича. Все потолки украшены резным деревом. Точно так же новая гостиница состоит из первого и второго этажей, построенных из кирпича. Даже сегодня новая гостиница сохраняет свой традиционный стиль.

## Старый базар
Старый базар Джяковицы — рынок с небольшими деревянными лавками, который ещё с XVI века, если не раньше, был центром ремесленников. Старый базар считался одним из оригинальных базаров, который вместе с Малым базаром, Деревянной площадью, Зерновой площадью, Животноводческой площадью (животноводческим рынком) и т. д. составлял важнейший объект торговой жизни Джяковицы. Хотя два базара (старый и малый) отделены от реки Крены, раньше они были связаны хорошей системой мостов, освещённых фонарями, что создавало единое целое и делало Старый базар одним из крупнейших и удобных рынков данного региона. Этот рынок, имевший большое экономическое значение для города Джяковицы, сгорел дотла во время войны 1999 года, но впоследствии был восстановлен в том же стиле и ныне возрождён. Старый базар — один из самых необычных памятников восточной культуры в Косове и за рубежом.
Он содержит около 525 важных зданий, занимающих площадь около 34 000 м², а его протяжённость с севера на юг достигает 1000 метров.

### История Старого базара
Для обслуживания объектов, построенных Сельманом Хадим Агой, таких как мечеть, «Меджтеп» (религиозная начальная школа), «мувакихане» (здание, которое измеряет время и определяет календарь на основе астролябических квадратов), библиотека, «хамам» (общественная баня), гостиница и магазины, султану было предложено добавить к его «вакефу» немного земли из султаната.
Джяковица впервые и правильно интерпретируется как Старый базар турецким путешественником Эвлией Челеби, посетившим город в 1662 году, который был поражён большим количеством магазинов, зданий и ремесленных изделий.
Самыми известными мастерами и ремесленниками были оружейники, серебряники, жестянщики, производители медной посуды, портные (терезис), кожевники, вышивальщицы, переплётчики, изготовители музыкальных инструментов, трубочники, плотники. Различные виды ремёсел внесли огромный вклад в культурное, социальное и экономическое развитие региона Джяковицы.
С 1995 года Старый базар находится под защитой закона.

### Городская целостность Старого базара
Старый базар — самая характерная особенность Джяковицы. Восточная структура извилистых дорог, спонтанно соединяющих разные районы, вдохновляет каждого архитектора. Из центра города, через мост Ислам Бегу, можно добраться до Базара менее чем за пять минут. Он включает в себя территорию площадью около 35 000 м² с главной дорогой длиной более 1 км. С архитектурной точки зрения он представляет собой интересную структуру самых красивых моделей традиционной архитектуры и строительного искусства, начиная с мельчайших деталей и заканчивая большим комплексом зданий, объектов, окружающей среды и урбанизма, всегда сохраняя величие в каждой детали. Архитектор, спроектировавший Старый базар, обладал гигантской творческой силой, сделавшей его символом традиционной жизни народа Джяковицы.

### Ремесленная традиция
Поскольку Джяковица была связана с развитыми странами и регионами того времени, такими как Шкодра, Дубровник, Венеция, Сербия, Черногория, Болгария, Македония, Египет, Австрия и т. д., Джяковица быстро развивалась. Центром этого развития был Старый базар, который располагался в основном вокруг мечети Хадум, между холмом Чабрати и рекой Крена. На Старом базаре в XIX веке было 1250 магазинов различных ремёсел, что способствовало развитию внутренней и внешней торговли. Даже на Старом базаре в Джяковице торговый день длился три дня, а иногда его устраивали дважды в неделю. Согласно старой византийской традиции, получившей широкое развитие во времена правления Османской империи, каждому виду ремесла или торговли был посвящён свой торговый ряд или площадь. В то время как в восточной части Старого базара собирались мастера по шёлку, мастера по вышивке, рабочие, называемые «сумбулла», то на противоположной стороне, к югу, были сгруппированы часовщики и серебряных дел мастера. Рядом с мечетью Хадум была сосредоточена мануфактура со множеством магазинов, а в различных точках Старого базара были размещены другие ремёсла, такие как: мастера по производству шерстяных белых шляп, лоскутных изделий, кожевенники, мастера по изготовлению лезвий, оружейники, мастера по производству ковров, портные, шорники, котельники, пекари и мясники. Старый базар имеет большую культурную, социальную и историческую ценность для науки, поскольку, изучая его, можно узнать традиционную и общественную жизнь Джяковицы. Это настоящий музей с разнообразием различных ремёсел, некоторые из которых остались частью духовного наследия.

### Традиционные городские дома
Традиционные городские дома, в которых раньше рядом со двором были входные двери, своего рода гостевой дом, состоящий из комнат для знакомых и незнакомых людей, с отдельными ваннами и туалетами, конюшней для размещения переносимых животных и сеновалом над ней для хранения еды, для животных. На этой стороне дома размещались гости, не успевшие закончить все работы за базарный день, который иногда, когда базар достигал пика своего развития, длился до трёх дней. Самыми известными городскими домами являются:
- Дом Сулеймана Вокши расположен у входа на Гранд-базар в районе «Мейтепи Руждие». Башня была построена в первой половине XVIII века. Она имеет большую историческую ценность, поскольку здесь родился народный герой Сулейман Вокши. Вокши больше всего отличался своим участием в албанском национальном движении[15]. Он был инициатором создания Призренской национальной лиги (сентябрь 1878 года), политическим и военным деятелем, членом центрального комитета, главой финансовой комиссии этой лиги, главой Албанской лиги в Джяковице. Эта башня была защищена законом в 1980 году и имеет архитектурную ценность, поскольку построена из кирпича, натурального камня и известнякового раствора. Здание претерпело небольшие изменения, особенно во внутренней части[13].
- Дом Абдуллы Паше Дрени, построенный в 1790 году, представляет собой трёхэтажное здание в форме башни, служившее частным домом и крепостью. Он построен из камня и кирпича и имеет маленькие окна[15]. Первый этаж не виден снаружи из-за повышения уровня главной дороги, соединяющей две части города через мост Ислама Беги. Помимо своей архитектурной ценности, это здание имеет ещё и историческое значение. Когда маршал Мехмет Али-паша посетил Джяковицу, чтобы наблюдать за передачей этого региона Княжеству Черногория, он был убит вместе со многими османскими солдатами в этом доме[13].
- Дом Реджепа Хаджи Исмаили (Этнографический музей) построен в 1830 году. Первоначально это был дом Реджепа Хаджи Ислами, гражданина высокого статуса. В доме два этажа с интересными углами и уникальная система отопления. Потолок дома украшен резным деревом. С 1955 года находится под охраной закона[13].
- Дом Хасана Поллошки.
- Каменный дом («кулла») Мустафы Вокши.
- Дом «кулла» Хюсни Коши.

## Традиционная одежда
Албанские народные костюмы в Косове различаются в разных местах в зависимости от возраста и назначения, например, те, которые используются в торжественных случаях, и те, которые используются в ритуальных действиях. Все они связаны и в определённой степени подчиняются разным культурам, принимая черты от культур тех, кто проживал в этих регионах. Это характерно и для регионов Албании. Однако наиболее сильное влияние иностранные культуры оказывали на женские костюмы и совсем незначительное на мужскую одежду.
Молодые девушки шили народные костюмы для различных праздников и мероприятий, чтобы сохранить традиции одежды. Эта одежда была заменена современной одеждой, получившей название «Аллафранга» («по западной моде»). Однако долгое время народные костюмы продолжали разрабатываться в рамках домашнего хозяйства самими женщинами. Джяковица и её окрестности были известны как место производства тканей. Связь с более крупными городами, такими как Пея, Призрен, Приштина, Митровица, привела к тому, что многие материалы для одежды, а также специальные детали для жилетов, носков, шорт покупались в готовом виде. Равнина Дукаджини была местом, где традиционный костюм получил наибольшее развитие. Этот регион Косова, соединяющий северную часть Албании с горной местностью Джяковицы, в наибольшей степени сохранял традиционную народную одежду.